# Distretto di Reutte
Il distretto di Reutte (Bezirk Reutte) è un distretto amministrativo dello stato del Tirolo, in Austria. Il capoluogo è Reutte.

## Geografia fisica
Il distretto comprende le valli Lechtal, Tannheimer Tal e la cosiddetta Zwischentoren tra Reutte ed il passo di Fern. I gruppi alpini che, almeno in parte, interessano il distretto sono: le Alpi della Lechtal, i Monti di Mieming e del Wetterstein, le Alpi dell'Ammergau e le Alpi dell'Algovia. I laghi principali sono: Plansee, Heiterwanger See, Haldensee e Vilsalpsee.

## Geografia antropica

### Città
1. Vils

### Comuni mercato
1. Reutte

### Comuni
1. Bach
2. Berwang
3. Biberwier
4. Bichlbach
5. Breitenwang
6. Ehenbichl
7. Ehrwald
8. Elbigenalp
9. Elmen
10. Forchach
11. Grän
12. Gramais
13. Häselgehr
14. Heiterwang
15. Hinterhornbach
16. Höfen
17. Holzgau
18. Jungholz
19. Kaisers
20. Lechaschau
21. Lermoos
22. Musau
23. Namlos
24. Nesselwängle
25. Pfafflar
26. Pflach
27. Pinswang
28. Schattwald
29. Stanzach
30. Steeg
31. Tannheim
32. Vorderhornbach
33. Wängle
34. Weißenbach am Lech
35. Zöblen

(popolazione al 15 maggio 2001)